# Ghassoul
Ghassoul of Rhassoul is een cosmetisch masker, gemaakt van vulkanische klei uit het Atlasgebergte in Marokko.
Het product wordt in Noord-Afrika al eeuwenlang als verzorgingsproduct gebruikt in hamams. Het woord ghassoul komt uit het Berbers en betekent letterlijk vertaald "wassen". Het is de bedoeling de ghassoul in water en etherische oliën op te lossen, waarna deze op de vochtige huid aangebracht moet worden. Daarna moet dit ongeveer tussen de 10 en 15 minuten intrekken en daarna afgewassen worden. De ghassoul heeft een reinigende en verzachtende werking op de huid. Naast water kan de klei ook vermengd worden met arganolie, citroen, honing en melk.